# Walther Rathenau
Walther Rathenau (29 de setembre de 1867 – 24 de juny de 1922) fou un industrial, polític, escriptor i home d'estat alemany. Va ser ministre d'exteriors alemany durant la República de Weimar.

## Família
Rathenau va néixer a Berlín. El seu pare era Emil Rathenau, un important home de negocis jueu fundador de l'Allgemeine Elektrizitäts-Gesellschaft (AEG), una companyia d'enginyeria elèctrica.
Rathenau estudià física, química i filosofia a Berlín i Estrasburg. La seva riquesa, l'ascendència religiosa i l'associació amb la francmaçoneria foren factors importants a l'hora d'establir la seva reputació profundament divisòria en la política alemanya, així com els rumors de la seva homosexualitat. Va treballar d'enginyer abans d'unir-se a la junta d'AEG el 1899 per convertir-se en un industrial capdavanter durant els períodes de l'imperi Alemany i la República de Weimar.

## Carrera política
Rathenau proposà la política d'assimilació per als jueus alemanys: defensava que els jueus s'oposessin tant al sionisme com al socialisme i s'integressin totalment dins la societat alemanya. Això, pensava, havia de dur cap a la desaparició eventual de l'antisemitisme. Rathenau fou menyspreat per l'extrema dreta pel seu estatus de polític jueu visible i poderós, circumstància que va acabar portant al seu assassinat el 1922.
Durant la Primera Guerra Mundial Rathenau va ocupar alts càrrecs al departament de matèries primeres del ministeri de guerra, mentre esdevenia l'amo d'AEG després que morís el seu pare el 1915. Va tenir un paper important en l'adaptació de l'economia alemanya al temps de guerra, fet que va permetre el país mantenir el seu esforç bèl·lic malgrat l'escassedat de mà d'obra i de matèries primeres.
Rathenau era un liberal moderat en política i, després de la Primera Guerra Mundial, fou un dels fundadors del Partit Democràtic Alemany (DDP). Va rebutjar l'onada de pensament socialista que es va estendre per Alemanya després de l'impacte de la derrota; s'oposava a la titularitat de la indústria per part de l'estat i advocava per una participació més gran dels treballadors en la direcció de les empreses. Les seves idees influïren els governs de postguerra.
El 1921 Rathenau va ser nomenat Ministre de la Reconstrucció i, el 1922, va esdevenir Ministre d'Exteriors. La seva insistència que Alemanya havia de complir les obligacions establertes pel Tractat de Versalles, mentre treballava per una revisió dels seus termes, enfurismà els nacionalistes alemanys. També va irar els nacionalistes negociant el Tractat de Rapallo amb la Unió Soviètica. Els líders del Partit Nazi i altres grups de l'ala dreta van exclamar que això formava part d'una conspiració judeocomunista.
El polític anglès Robert Boothby escrigué sobre ell: "Era quelcom que només hauria pogut ser simultàniament un jueu alemany: un profeta, un filòsof, un místic, un escriptor, un home d'estat, un magnat industrial de primer ordre i el pioner del que s'ha conegut com la 'racionalització industrial'."
De fet, malgrat que desitjava la col·laboració econòmica i política entre Alemanya i la Unió Soviètica, era escèptic sobre els mètodes soviètics. Al llibre Kritik der dreifachen Revolution (Crítica de la triple revolució) ho explicava: 
"No podem fer servir els mètodes de Rússia, ja que només proven que l'economia d'una nació agrària es pot situar al nivell del terra; els pensaments de Rússia no són els nostres pensaments. Són, de la mateixa manera que l'esperit de l'intel·lectualitat russa, afilosòfics i altament dialèctics; són lògica apassionada basada en suposicions no verificades. Assumeixen que un sol benefici, la destrucció de la classe capitalista, és més important que tots els altres beneficis, i que la pobresa, la dictadura, el terror i la caiguda de la civilització s'han d'acceptar per tal d'assegurar aquest benefici".
"Si deu milions de persones han de morir per alliberar uns altres deu milions de persones de la burgesia, aleshores això és una conseqüència terrible però necessària. La idea soviètica és la felicitat obligatòria, en el mateix sentit i amb la mateixa lògica que la introducció forçada del cristianisme i la inquisició".

## Assassinat

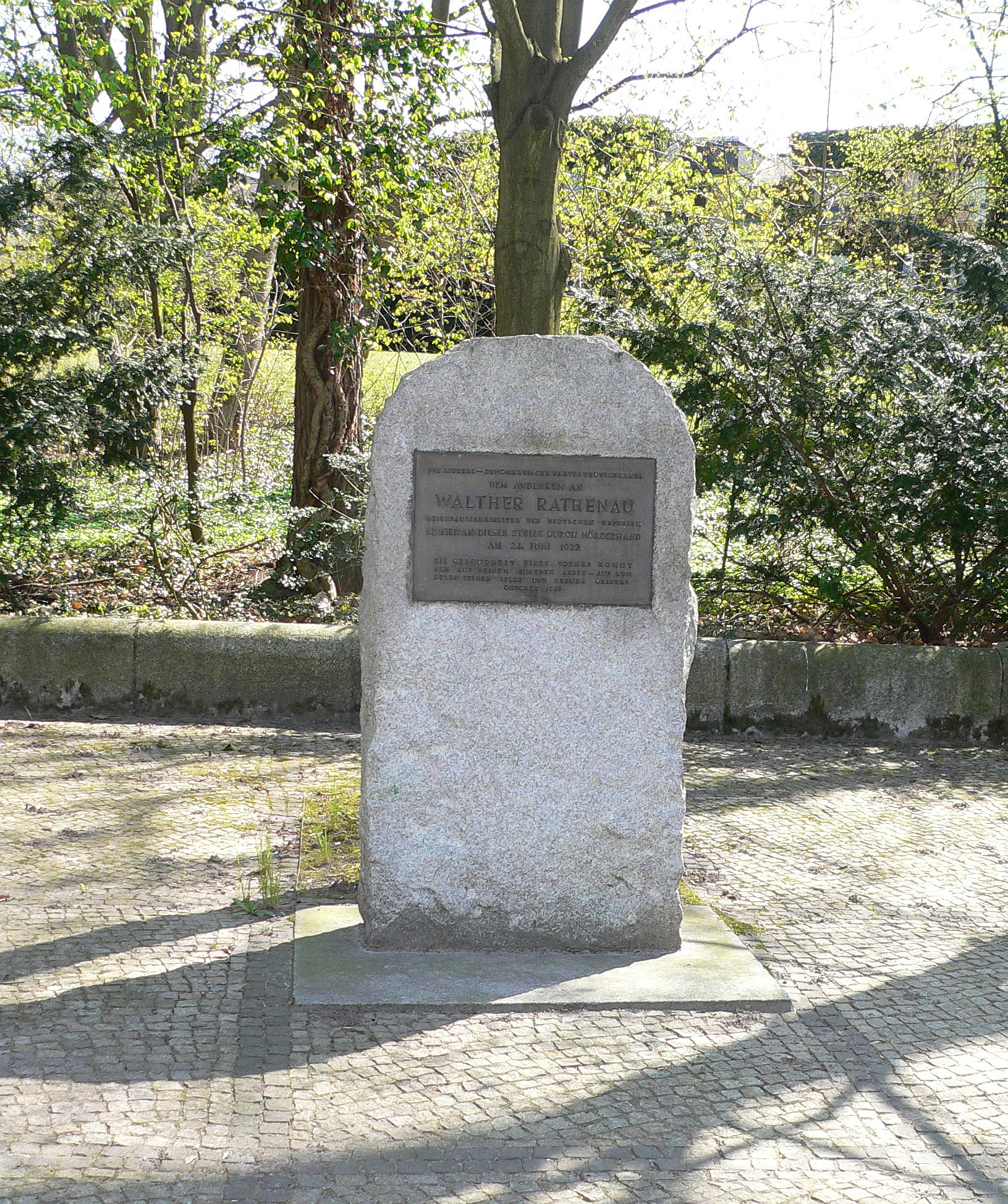
Monument a Walter Rathenau a la Koenigsallee

El 24 de juny de 1922, dos mesos després de signar el Tractat de Rapallo, Rathenau fou assassinat en un complot dirigit per dos oficials de l'ala dreta de l'exèrcit alemany (ajudats per altres) relacionats amb l'Organisation Consul. Anava amb el seu cotxe de casa seva cap a Wilhelmstraße, com feia diàriament (i previsible). Durant el viatge el seu cotxe va ser avançat per un altre on hi havia tres homes armats. Van disparar simultàniament al ministre amb metralladores i després van fugir. Un monument commemoratiu a la Koenigsallee, a Grunewald, assenyala l'escena del crim. Quan els Nazis van prendre el poder, el 1933, van nomenar els assassins de Rathenau herois nacionals i declararen el 24 de juny festa nacional. Un dels assassins fou el futur escriptor Ernst von Salomon—que va proporcionar el cotxe però no era present al moment de l'assassinat. Curiosament va aconseguir romandre fora del partit Nazi i protegir la seva muller jueva durant els anys dels nazisme com a conseqüència d'haver contribuït a l'assassinat de Rathenau. El seu llibre antiamericà Der Fragebogen ("El qüestionari""), escrit després de la guerra sobre la història d'Alemanya entre el 1918 i el 1946 va ser un bestseller a l'Alemanya Occidental, alhora que era censurat a les escoles del Regne Unit en considerar-lo antianglès. El llibre pren el seu títol del qüestionari de 131 preguntes que Von Salomon va haver de completar a la zona d'ocupació nord-americana després de la guerra, així com la narració d'altres experiències desagradables entre el 1945 i el 1946.
Hom creu que l'assassinat de Rathenau pot haver tingut una influència significativa en l'evolució a llarg termini de la política, l'economia i el desenvolupament social europeu (o bé que en va ser una conseqüència, particularment del desenvolupament dels partits d'esquerres, la consciència de classe, els sentiments nacionalistes i l'antisemitisme). Va ser, amb tota seguretat, un senyal prematur de la inestabilitat i la violència que conduïren a la destrucció de la República de Weimar uns anys més tard.

## Obres
- Reflektionen (1908)
- Zur Kritik der Zeit (1912)
- Zur Mechanik des Geistes (1913)
- Von kommenden Dingen (1917)
- An Deutschlands Jugend (1918)
- Die neue Gesellschaft (1919)
- Der neue Staat (1919)
- Der Kaiser (1919)
- Kritik der dreifachen Revolution (1919)
- Was wird werden (1920, una novel·la utòpica)
- Gesammelte Schriften (6 volumes)
- Gesammelte Reden (1924)
- Briefe (1926, 2 volumes)
- Neue Briefe (1927)
- Politische Briefe (1929)